# Theodor Bochner
Theodor Franz Bochner (4. srpna 1829 Brno – 15. června 1884 Brno) byl rakouský podnikatel a politik německé národnosti z Moravy; poslanec Moravského zemského sněmu.

## Biografie
Absolvoval obchodní oddělení vídeňské polytechniky. Od roku 1847 byl činný v rodinné textilní firmě, kterou založil jeho otec Johann Bochner. Do roku 1855 podnik vedla matka Anna. Působil jako podnikatel ve vlnařství. Patřil mezi největší brněnské průmyslníky. V roce 1855 uvádí při podání žádosti o přenesení továrního koncese z otce na sebe finanční aktiva 289 000 zlatých. Zaměstnával tehdy 130 dělníků. Rodině patřil brněnský palác Bochnerů ze Stražiska, který si nechal Theodor postavit v 60. letech v neorenesančním slohu. V podnikání byl činný i jeho bratr Edmund Franz Martin Bochner (Edmund Bochner ze Stražiska). Roku 1858 uzavřel partnerství s textilním podnikatelem Antonem Steinbechem. Byl i veřejně a politicky aktivní. Od roku 1876 do roku 1884 zasedal v obecním výboru v Brně. Byl též členem vedení Moravsko-slezské pojišťovny v Brně a členem německého liberálního spolku Deutscher Fortschrittverein.
V 60. letech se zapojil i do vysoké politiky. V zemských volbách v březnu 1867 byl zvolen na Moravský zemský sněm, za kurii městskou, obvod Brno (IV. okres). Mandát zde obhájil i v zemských volbách 1870, zemských volbách v září 1871, zemských volbách v prosinci 1871 a zemských volbách 1878. Poslancem byl až do své smrti roku 1884. V roce 1871 se uvádí jako kandidát tzv. Ústavní strany (liberálně a centralisticky orientovaná).
Zemřel v červnu 1884 ve věku 65 let na ischemickou chorobu srdeční.